# Cornelia Dörr
Cornelia Dörr, née le 23 octobre 1958 à Leipzig, est une ancienne nageuse est-allemande, championne d'Europe du 800 m nage libre en 1974.

## Biographie
Après avoir remporté l'or sur le 800 m nage libre aux Championnats d'Europe de 1974, elle finit seulement 4e sur la même distance aux Championnats du monde en 1975.

## Palmarès

### Championnats d'Europe
- Championnats d'Europe 1974 à Vienne (Autriche) :
  -  médaille d'or du 800 m nage libre
  -  médaille d'argent du 400 m nage libre